# Liste der Baudenkmale in Lüneburg – Bardowicker Straße
In der Liste der Baudenkmale in Lüneburg – Bardowicker Straße sind Baudenkmale in der Bardowicker Straße in der niedersächsischen Stadt Lüneburg aufgelistet. Die Quelle der IDs und der Beschreibungen ist der Denkmalatlas Niedersachsen. Der Stand der Liste ist der 23. Dezember 2021.

## Allgemein
In den Spalten befinden sich folgende Informationen:
- Lage: die Adresse des Baudenkmales und die geographischen Koordinaten. Kartenansicht, um Koordinaten zu setzen. In der Kartenansicht sind Baudenkmale ohne Koordinaten mit einem roten Marker dargestellt und können in der Karte gesetzt werden. Baudenkmale ohne Bild sind mit einem blauen Marker gekennzeichnet, Baudenkmale mit Bild mit einem grünen Marker.
- Bezeichnung: Bezeichnung des Baudenkmales
- Beschreibung: die Beschreibung des Baudenkmales. Unter § 3 Abs. 2 NDSchG werden Einzeldenkmale und unter § 3 Abs. 3 NDSchG Gruppen baulicher Anlagen und deren Bestandteile ausgewiesen.
- ID: die Objekt-ID des Baudenkmales
- Bild: ein Bild des Baudenkmales, ggf. zusätzlich mit einem Link zu weiteren Fotos des Baudenkmals im Medienarchiv Wikimedia Commons. Wenn man auf das Kamerasymbol klickt, können Fotos zu Baudenkmalen aus dieser Liste hochgeladen werden:

## Baudenkmale
| Lage                                                 | Bezeichnung  | Beschreibung                                                                                      | ID                                  | Bild |
| ---------------------------------------------------- | ------------ | ------------------------------------------------------------------------------------------------- | ----------------------------------- | ---- |
| Bardowicker Straße 2 53° 15′ 2″ N, 10° 24′ 33″ O     | Wohnhaus     | Zum Haus gehört ein Hofflügel mit der ID 30648826                                                 | 30656164                            |      |
| Bardowicker Straße 3 53° 15′ 2″ N, 10° 24′ 32″ O     | Wohnhaus     |                                                                                                   | 30666632                            |      |
| Bardowicker Straße 4 53° 15′ 3″ N, 10° 24′ 33″ O     | Wohnhaus     | Zum Haus gehören ein Hofflügel mit der ID 30687899 und ein Wirtschaftsgebäude mit der ID 30687899 | 30666656                            |      |
| Bardowicker Straße 5 53° 15′ 3″ N, 10° 24′ 32″ O     | Wohnhaus     | Zum Haus gehört ein Hofflügel mit der ID 30647005                                                 | 30666682                            |      |
| Bardowicker Straße 7 53° 15′ 4″ N, 10° 24′ 33″ O     | Wohnhaus     | Zum Haus gehören ein Hofflügel mit der ID 30647534 und ein Wirtschaftsgebäude mit der ID 45679885 | 30656191                            |      |
| Bardowicker Straße 8 53° 15′ 4″ N, 10° 24′ 33″ O     | Wohnhaus     |                                                                                                   | 30656217                            |      |
| Bardowicker Straße 9 53° 15′ 4″ N, 10° 24′ 33″ O     | Wohnhaus     | Zum Haus gehören ein Hofflügel mit der ID 30643931 und ein Wirtschaftsgebäude mit der ID 30649055 | 30656242                            |      |
| Bardowicker Straße 10 53° 15′ 5″ N, 10° 24′ 33″ O    | Wohnhaus     |                                                                                                   | 30666724                            |      |
| Bardowicker Straße 11 53° 15′ 5″ N, 10° 24′ 33″ O    | Wohnhaus     |                                                                                                   | 30666747                            |      |
| Bardowicker Straße 12 53° 15′ 6″ N, 10° 24′ 34″ O    | Wohnhaus     |                                                                                                   | 30666765                            |      |
| Bardowicker Straße 13 53° 15′ 6″ N, 10° 24′ 34″ O    | Wohnhaus     |                                                                                                   | 30666874                            |      |
| Bardowicker Straße 14 53° 15′ 6″ N, 10° 24′ 34″ O    | Wohnhaus     |                                                                                                   | 30666856                            |      |
| Bardowicker Straße 15 53° 15′ 6″ N, 10° 24′ 34″ O    | Wohnhaus     |                                                                                                   | 30666838                            |      |
| Bardowicker Straße 16 53° 15′ 7″ N, 10° 24′ 34″ O    | Wohnhaus     |                                                                                                   | 30656266                            |      |
| Bardowicker Straße 17 53° 15′ 7″ N, 10° 24′ 34″ O    | Wohnhaus     |                                                                                                   | 30666820                            |      |
| Bardowicker Straße 18 53° 15′ 7″ N, 10° 24′ 34″ O    | Wohnhaus     |                                                                                                   | 30666802                            |      |
| Bardowicker Straße 19 53° 15′ 7″ N, 10° 24′ 34″ O    | Wohnhaus     |                                                                                                   | 30666783                            |      |
| Bardowicker Straße 20 53° 15′ 8″ N, 10° 24′ 35″ O    | Wohnhaus     |                                                                                                   | 30656284                            |      |
| Bardowicker Straße 23 53° 15′ 11″ N, 10° 24′ 33″ O   | Fernmeldeamt |                                                                                                   | 30685559                            |      |
| Bardowicker Straße 23 53° 15′ 10″ N, 10° 24′ 31″ O   | Garage       |                                                                                                   | 30685581                            |      |
| Bardowicker Straße 24 53° 15′ 8″ N, 10° 24′ 33″ O    | Wohnhaus     |                                                                                                   | 30666178                            |      |
| Bardowicker Straße 25 53° 15′ 7″ N, 10° 24′ 33″ O    | Wohnhaus     |                                                                                                   | 30666892                            |      |
| Bardowicker Straße 25 53° 15′ 7″ N, 10° 24′ 32″ O    | Flügelbau    |                                                                                                   | 30647409                            |      |
| Bardowicker Straße 26 53° 15′ 7″ N, 10° 24′ 33″ O    | Wohnhaus     | Zum Haus gehören ein Flügelbau mit der ID 30688046 und ein Wirtschaftsgebäude mit der ID 30688062 | 30666916                            |      |
| Bardowicker Straße 27/28 53° 15′ 7″ N, 10° 24′ 33″ O | Wohnhaus     |                                                                                                   | / 30666935/1/-/ 30666956 / 30666935 |      |
| Bardowicker Straße 27/28 53° 15′ 6″ N, 10° 24′ 32″ O | Wohnhaus     | Zum Haus gehören ein Hofflügel mit der ID 30686979 und ein Wirtschaftsgebäude mit der ID 30647751 | 30666976                            |      |
| Bardowicker Straße 27/28 53° 15′ 7″ N, 10° 24′ 31″ O | Lagerhaus    |                                                                                                   | 30688078                            |      |
| Bardowicker Straße 29 53° 15′ 6″ N, 10° 24′ 32″ O    | Wohnhaus     |                                                                                                   | 30656310                            |      |
| Bardowicker Straße 30 53° 15′ 6″ N, 10° 24′ 32″ O    | Wohnhaus     | Zum Haus gehört ein Hofflügel mit der ID 30648874                                                 | 30656336                            | BW   |
| Bardowicker Straße 31/32 53° 15′ 4″ N, 10° 24′ 32″ O | Landgericht  |                                                                                                   | 30675583                            |      |